# ملكة جمال الدولية 2016
ملكة جمال الدولية 2016، هي مسابقة ملكة جمال الدولية السادسة والخمسين في تاريخ مسابقة ملكة جمال الدولية منذ انطلاقتها عام 1960، عقدت المسابقة في 27 أكتوبر 2016 في قاعة مدينة طوكيو دوم في مدينة طوكيو ، اليابان. شهد هذا العام مشاركة 70 متسابقة من دول العالم، في نهاية الحدث توجت كايلي فيرزوسا من الفلبين من قبل ملكة جمال الدولية السابقة عام 2016 إديمار مارتينيز من فنزويلا. بهذا التتويج تعتبر كايلي فيرزوسا سادس ملكة جمال الفلبينية الدولية، كانت آخر مرة حصلت فيها البلاد على اللقب عندما فازت بيا روز سانتياغو عام 2013.
في كلمتها قبل حفل توزيع الجوائز، عبرت كايلي قائلة أنها إذا فازت بلقب التاج فإنها ستكرس نفسها لتعزيز التفاهم الثقافي والدولي. وأضافت أنها تعتقد أنها مستعدة لتحمل مسؤولية ملكة جمال الدولية 2016.، بعدد التتويج قالت.
| ملكة جمال الدولية 2016 | أقدّر هذا الأمر بعمق. حدث هذا فقط في أحلامي | ملكة جمال الدولية 2016 |

## النتائج

### المراكز النهائية
| النتائج النهائية       | المتنافسة |
| ---------------------- | --- |
| ملكة جمال الدولية 2016 | - الفلبين - كايلي فيرزوسا |
| الوصيفة الأولى         | - أستراليا - الكسندرا بريتون |
| الوصيفة الثانية        | - أندونيسيا - فيليسيا هوانغ |
| الوصيفة الثالثة        | - نيكاراغوا - برياني تشامورو |
| الوصيفة الرابعة        | - الولايات المتحدة - كيتريانا لينباتش |
| أفضل 15                | - الأرجنتين - يوانا دون - كندا - امبير برناشي - جمهورية الدومينيكان - سينثيا نونيز - السلفادور - إليزابيث كادر - فنلندا - إميليا سيبينين - اليابان - جينا ياماغاتا - المكسيك - جيرالدين بونس - بولندا - ماجدالينا بيوكوفسكا - روسيا - أليسا مانوك - تايلاند - باتيا بونجثاي |

### ملكات القارية
| جائزة                        | المتسابقة                   |
| ---------------------------- | --------------------------- |
| ملكة جمال أفريقيا الدولية    | - سيراليون - ماسيرا سواراري |
| ملكة جمال أمريكا الدولية     | - الإكوادور - ايفانا عباد   |
| ملكة جمال آسيا الدولية       | - هونغ كونغ - كيلي تشان     |
| ملكة جمال أوروبا الدولية     | - هولندا - ميليسا شربين     |
| ملكة جمال أوقيانوسيا الدولية | - هاواي - جينيفير دافنبورت  |

## المتسابقات
تم تأكيد مشاركة 69 المتسابقة :
| البلد / الإقليم | المتسابقة | العمر | الطول                      | مسقط رأس |
| --------------- | --------- | ----- | -------------------------- | -------- |
| الأرجنتين       | يوانا دون | 25    | 177 سـم (5 قدم 9 1⁄2 بوصة) | سيلفا    |

## الروابط الخارجية
- موقع ملكة جمال الدولية الرسمي